# Athose
Athose és un municipi francès situat al departament del Doubs i a la regió de Borgonya - Franc Comtat. L'any 2007 tenia 146 habitants.

## Demografia

### Població
El 2007 la població de fet d'Athose era de 146 persones. Hi havia 56 famílies de les quals 12 eren unipersonals (12 homes vivint sols), 16 parelles sense fills, 20 parelles amb fills i 8 famílies monoparentals amb fills.
La població ha evolucionat segons el següent gràfic:
Habitants censats

### Habitatges
El 2007 hi havia 78 habitatges, 59 eren l'habitatge principal de la família, 7 eren segones residències i 11 estaven desocupats. 62 eren cases i 15 eren apartaments. Dels 59 habitatges principals, 39 estaven ocupats pels seus propietaris, 18 estaven llogats i ocupats pels llogaters i 2 estaven cedits a títol gratuït; 4 tenien tres cambres, 16 en tenien quatre i 39 en tenien cinc o més. 56 habitatges disposaven pel capbaix d'una plaça de pàrquing. A 32 habitatges hi havia un automòbil i a 27 n'hi havia dos o més.

### Piràmide de població
La piràmide de població per edats i sexe el 2009 era:
| Homes | Edats   | Dones |
| ----- | ------- | ----- |
| 0     | 95 o +  | 0     |
| 0     | 90 a 94 | 0     |
| 0     | 85 a 89 | 8     |
| 0     | 80 a 84 | 0     |
| 0     | 75 a 79 | 0     |
| 8     | 70 a 74 | 4     |
| 0     | 65 a 69 | 4     |
| 0     | 60 a 64 | 0     |
| 0     | 55 a 59 | 0     |
| 8     | 50 a 54 | 4     |
| 4     | 45 a 49 | 0     |
| 4     | 40 a 44 | 0     |
| 4     | 35 a 39 | 0     |
| 8     | 30 a 34 | 8     |
| 8     | 25 a 29 | 8     |
| 4     | 20 a 24 | 0     |
| 0     | 15 a 19 | 0     |
| 0     | 10 a 14 | 0     |
| 0     | 5 a 9   | 0     |
| 0     | 0 a 4   | 8     |

## Economia
El 2007 la població en edat de treballar era de 98 persones, 74 eren actives i 24 eren inactives. De les 74 persones actives 69 estaven ocupades (36 homes i 33 dones) i 5 estaven aturades (3 homes i 2 dones). De les 24 persones inactives 11 estaven jubilades, 6 estaven estudiant i 7 estaven classificades com a «altres inactius».

### Ingressos
El 2009 a Athose hi havia 63 unitats fiscals que integraven 167 persones, la mediana anual d'ingressos fiscals per persona era de 18.268 €.

### Activitats econòmiques
Dels 6 establiments que hi havia el 2007, 4 eren d'empreses de construcció, 1 d'una empresa financera i 1 d'una empresa classificada com a «altres activitats de serveis».
Dels 3 establiments de servei als particulars que hi havia el 2009, 1 era un guixaire pintor, 1 fusteria i 1 electricista.
L'any 2000 a Athose hi havia 11 explotacions agrícoles.

## Poblacions més properes
El següent diagrama mostra les poblacions més properes.